# Schlacht bei Łagów
Erster Einfall 1240–41

Sandomierz (1) – Tursko – Chmielnik – Tarczek – Kraków (1) – Ratibor – Oppeln – Liegnitz
Zweiter Einfall 1259–60

Sandomierz (2) – Kraków (2)
Dritter Einfall 1287–88

Łagów – Dunajec – Stary Sącz
In der Schlacht bei Łagów besiegte im Winter 1287 ein polnisches Heer eine mongolische Streitmacht.

## Schlacht
Die Mongolen begannen den Dritten Mongoleneinfall in Polen mit zwei Armeen. Die nördliche Armee wurde von Tulabugha befehligt. Der polnische Seniorherzog Leszek der Schwarze zog ihr entgegen. Man traf im Heiligkreuzgebirge bei zusammen, nachdem die Mongolen erfolglos das Kloster Heiligkreuz belagert haben. Leszek dem Schwarzen gelang es, Tulabugha zu schlagen, der sich daraufhin aus Polen zurückzog. Leszek der Schwarze hingegen eilte nach der Schlacht nach Süden, von wo eine weitere mongolische Streitmacht nach Kleinpolen eingedrungen war.